# Monkey Hornby
Albert Neilson Hornby (bekannt als Monkey Hornby; * 10. Februar 1847 in Blackburn, Vereinigtes Königreich; † 17. Dezember 1925 in Nantwich, Vereinigtes Königreich) war ein englischer Cricket- und Rugby-Union-Rugbyspieler. Er spielte zwischen 1879 und 1884 für die englische Cricket-Nationalmannschaft und zwischen 1877 und 1882 für die englische Rugby-Union-Nationalmannschaft. Er war neben Andrew Stoddart der einzige der in beiden Nationalmannschaften als Kapitän agierte.

## Kindheit und Ausbildung
Hornby war der Sohn von William Henry Hornby, einem Baumwollfabrikant und späteren Direktor der Lancashire and Yorkshire Railway. Später war dieser dann Bürgermeister für Blackburn und vertrat den dortigen Wahlkreis zwischen 1857 und 1869 im House of Commons. Er wurde als sechster Sohn geboren und hatte sechs Brüder und vier Schwestern. Er besuchte die Harrow School und war dort Teil des Cricket-Teams von 1864 und 1865 das gegen Eton spielte. Er besuchte nur kurz die Oxford University. Zu Schulzeiten erwarb er auf Grund seiner schmalen Statur und unbändigen Energie den Spitznamen Monkey.

## Aktive Karriere
Hornby gab sein First-Class-Debüt für Lancashire im Jahr 1867. Dort konnte er sich etablieren und stieg zu einem der führenden Batter auf. Neben Cricket spielte er auch Rugby. Dort gab er im Februar 1877 sein Debüt in der Nationalmannschaft gegen Irland, by dem er einen Versuch erzielte. Ihm gelang es sich im Nationalteam zu etablieren und spielte so auch im folgenden Jahr in diesem. Auch war er im Fußballteam der Blackburn Rovers aktiv und spielte dort seit 1878 einzelne Spiele. Im Winter 1879/79 reiste er mit dem Cricket-Nationalteam unter Kapitän George Harris nach Australien. Bei seinem Test-Debüt verlor er seine bedien Wickets an Bowler Frederick Spofforth. Der Rest der Tour wurde durch Ausschreitungen im Rahmen eines Spiels in Sydney überschattet. Nachdem es zum umstrittenen Ausscheiden des australischen Batters Billy Murdoch Zuschauer aufs Feld liefen und Harris von einem Stock am Kopf getroffen wurde, schnappte er sich den vermeintlichen Übeltäter und schleifte ihn zum Pavilion. Dabei wurde er von mehreren Zuschauern attackiert. Auch an weiteren Tagen kam es daraufhin zu handgreiflichen übergriffen auf das englische Team, die dennoch das Spiel gegen New South Wales gewannen. Beim Gegenbesuch im Sommer 1880 weigerte er sich dann gegen Australien zu spielen. In den Wintersaisons spielte er dann jeweils wieder in der Rugby-Nationalmannschaft. Im Jahr 1881 konnte er mit 1.531 Runs im englischen Sommer als bester Batter des Landes insgesamt drei Centuries erzielen. Im Winter 1882 wurde er als Kapitän der Rugby-Nationalmannschaft ernannt und absolvierte im März des Jahres sein letztes von neun Rugby-Nationalspielen gegen Schottland. Im Sommer 1882 übernahm er die Rolle des Kapitäns beim Besuch des australischen Cricket-Teams in England. Der Test wurde knapp verloren, woraufhin die The Ashes ihren Ursprung fanden. Abermals konnte er nicht als Batter überzeugen. Dies war auch bei seinem letzten Test bei der Ashes Tour 1884 der Fall, so dass er nur den ersten Test der Serie absolvierte. Zwei Mal gelang es dabei dem australischen Wicket-Keeper Alec Bannerman mit einem Stumping ausscheiden zu lassen. Er spielte in der Folge noch bis 1898 für den Marylebone Cricket Club (MCC) und ein Jahr länger für Lancashire.

## Nach der aktiven Karriere
Horby blieb bis 1916 der Präsident von Lancashire und auch Teil des Komitees des MCCs.

## Privatleben
Im Jahr 1876 heiratete er Ada Sarah Ingram, die Tochter des Parlamentariers von Rickmansworth, Herbert Ingram. Sie ließen sich in Nantwich nieder und hatten vier Söhne. Er verstarb im Dezember 1925.